# Бредет (Алба)
Бредет (рум. Brădet) — село у повіті Алба в Румунії. Входить до складу комуни Алмашу-Маре.
Село розташоване на відстані 299 км на північний захід від Бухареста, 37 км на захід від Алба-Юлії, 84 км на південний захід від Клуж-Напоки, 149 км на схід від Тімішоари.

## Населення
За даними перепису населення 2002 року у селі проживали 28 осіб, усі — румуни. Усі жителі села рідною мовою назвали румунську.